# Суыккудук
Суыккудук (каз. Суыққұдық) — упразднённое село в Павлодарской области Казахстана. Находилось в подчинении городской администрации Экибастуза. Входило в состав Сарыкамысского сельского округа. Упразднено в 2012 году. Код КАТО — 552251300.

## Население
В 1999 году население села составляло 142 человека (64 мужчины и 78 женщин). По данным переписи 2009 года в селе проживали 32 человека (17 мужчин и 15 женщин).